# Йежи Вуйчик
Йѐжи Мѝхал Ву̀йчик (на полски: Jerzy Michał Wójcik) е полски филмов оператор, режисьор, автор на филмови и театрални сценарии, педагог, важен творец на полската филмова школа.
Роден е на 12 септември 1930 година в град Нови Сонч. През 1955 година завършва операторско майсторство в Лодзкото филмово училище. На следващата година започва работа като асистент на Йежи Липман. През 1957 година дебютира в качеството си на самостоятелен оператор във филма на Анджей Мунк „Героика“. В 1959 година ръководи заснемането на „Пепел и диамант“ на Анджей Вайда. В своята кариера сътрудничи и с други значими полски режисьори – Кажимеж Куц („Кръст за храбрите“, „Никой не се обажда“), Станислав Ружевич („Ехо“, „Вестерплате“, „Ангел в шкафа“), Йежи Кавалерович („Майка Йоанна и ангелите“, „Фараон“), Йежи Хофман („Потоп“).
От 1981 година преподава операторско майсторство в Силезийския университет (1981 – 1982) и Лодзкото филмово училище (от 1982). През 90-те години се изявява и като режисьор. През 2002 година е открита негова звезда на алеята на звездите на улица Пьотърковска в Лодз. Носител на Командорски кръст със звезда на ордена на Възраждане на Полша.